# Сирота Микола Іванович
Мико́ла Іва́нович Сирота́ (народився 19 грудня 1925 року — 18.04.2003 року) — почесний громадянин м. Вільнянська, керівник, який понад 22 роки пропрацював директором Вільнянського заводу ім. Шевченка. Нагороджений орденами Вітчизняної війни I і II ступеня, Богдана Хмельницького III ступеня, бойовими медалями «За бойові заслуги», медаллю «За взяття Будапешта», медаллю «За захист миру».

## Життєпис
Учасник Другої світової війни. Воював у складі саперного взводу. Був поранений. Після лікування знову потрапив на фронт. Звільняв Тирасполь, Бендери, Каушани. Пройшов з боями Румунію, Угорщину, Югославію.
Після війни проходив військову строкову службу на Далекому сході (м. Уссурійськ). Демобілізувався 10 травня 1947 року. Закінчив 10 класів, а потім Сільгоспмашинобудівний технікум. Почав працювати на заводі Столових приборів ім. Т. Г. Шевченка (ЗіШ) м. Вільнянська Запорізької області. Заочно здобув вищу освіту. 6 серпня 1964 року став директором заводу ЗіШ м. Вільнянська. 24 роки поспіль Сирота М. І. керував цим підприємством в період розвитку заводу.
Сирота Микола Іванович пішов з життя у 2003 році.

## Увічнення пам'яті
У м. Вільнянськ на честь Миколи Сироти названа вулиця.